# توم اندروز (سياسي)
توم اندروز (بالإنجليزية: Tom Andrews)‏ هو نقابي وسياسي أسترالي، ولد في 19 أكتوبر 1900، وتوفي في 21 نوفمبر 1974. نشط حزبياً في حزب العمال الأسترالي. وقد انتخب عضو مجلس النواب الأسترالي عن دائرة Division of Darebin ‏ (10 ديسمبر 1949 – 10 ديسمبر 1955).